# Émile Bouchès
Émile Bouchès (Maubeuge, Nord, 3 de juliol de 1896 – Maubeuge, 12 de juny de 1946) va ser un gimnasta artístic francès que va competir en els anys posteriors a la Primera Guerra Mundial.
El 1920 va prendre part en els Jocs Olímpics d'Anvers, on guanyà la medalla de bronze en el concurs complet per equips del programa de gimnàstica.